# Хазарганджи-Чилтан (национальный парк)
Хазарганджи-Чилтан (англ. Hazarganji-Chiltan National Park) — национальный парк в округе Мастунг, пакистанской провинции Белуджистан. Расположен между горами Кох-и-Чилтан на западе и Хазарганджи на востоке. Парк был основан в 1980 году, чтобы обеспечить среду обитания редким чильтским горным козлам в этом районе.
Основан в 1980 году и занимает территорию в 325 000 акров земли, расположенную недалеко от горы Кох-и-Чилтан на окраине Кветты.
Парк расположен в горах Сулеймана, в пустыне и лесах, примерно в 20 км к юго-западу от города Кветта.

## Этимология
Название происходит от маршрута между горами под названием «Хазарганджи», что на местном языке означает «тысячи сокровищ», поскольку это был исторический проход для греко-бактрийцев, монголов, скифов и кочевых орды племен белуджей.

## Биоразнообразие
Биоразнообразие этого парка включает 30 видов млекопитающих (9 видов крупных млекопитающих и 21 вид мелких млекопитающих), 120 видов орнитофауны (36 постоянных и 84 мигрирующих) и 30 видов рептилий.

### Флора
Деревья в лесах включают пуштунский можжевельник (Juniperus seravschanica), фисташки, миндаль и ясени.

### Фауна
Фауна включает около 300—400 редких сулайманских козлов и около 800 чильтских горных козлов, которые обитают в границах парка. Немногие уриалы обитают на западных склонах между 1500 и 2100 м. Фауна среди млекопитающих: азиатский волк, полосатая гиена, каракал, обыкновенный шакал и индийский дикобраз. Среди птиц: Chlamydotis undulata, белоголовый сип, обыкновенный стервятник, хохлатый осоед (только зимой), лаггар, сапсан, обыкновенная пустельга, ястреб-перепелятник (только зимой), ошейниковая совка, индийская кукушка, золотистая щурка, азиатский кеклик, обыкновенный козодой, синий каменный дрозд, луговой чекан, а также буланый вьюрок. Имеются вараны, цепочная гадюка, эфы и шипохвосты.